# Maneras de vivir
«Maneras de vivir» es una canción del grupo español de rock Leño. Fue compuesta por Rosendo Mercado, Ramiro Penas, Tony Urbano y Miguel Ángel Campo y lanzada como sencillo en 1981 bajo la producción de Teddy Bautista. Es considerada como una de las canciones emblemáticas del rock español de la década de 1980.

## Composición y grabación
La publicación en 1980 del álbum Más madera dejó a parte de los seguidores de Leño desconcertados con el resultado. Una serie de arreglos de teclados y coros introducidos por el productor Teddy Bautista hizo que las canciones se acercaran al estilo New Wave de grupos como The Police. El trío madrileño decidió grabar su siguiente álbum en vivo, con menos cantidad de este tipo de arreglos, aunque todavía presentes. El disco se registró en las noches del 25, 26 y 27 de marzo en la sala Carolina, en el barrio de Tetuán (Madrid). cerca de los míticos locales de ensayo “Tablada 25”. En él aparecieron cuatro temas inéditos, creados para la ocasión, uno de ellos fue Maneras de vivir.
El álbum En directo fue el más vendido de la banda y el tema “Maneras de vivir” se convirtió en un éxito inmediato, lo que provocó que ese mismo año fuera lanzado como sencillo, utilizando una grabación de estudio realizada con anterioridad.
La mayor parte de la composición corrió a cargo de Rosendo, apoyado por Ramiro Penas, Tony Urbano y Miguel Ángel Campo.
«Lo que quería expresar con ‘Maneras de vivir’ es que nos sentíamos diferentes y nos gustaba sentirnos diferentes. Ésa es la idea. Por lo demás, no sé muy bien cómo se me ocurrió la frase» recuerda Rosendo.

## Recepción
Con los años, y a pesar de su inusual lanzamiento (la versión de estudio no aparece en ningún álbum oficial), la canción se ha convertido en la más emblemática de la banda y un auténtico icono del rock español. 
La revista Rolling Stone la incluyó entre las 200 mejores canciones del Pop Rock español.
Tras la separación de Leño en 1983, Rosendo continuó interpretándola en directo durante toda su carrera en solitario. 
En septiembre de 2014, Rosendo celebró sus 40 años de carrera con un concierto en la Plaza de Toros de Las Ventas (Madrid) donde estaba previsto que Leño se reuniera, por primera vez ante un gran auditorio desde 1983, para interpretar “Maneras de vivir”, sin embargo, el repentino fallecimiento del bajista Tony Urbano apenas un mes antes, frustró la reunión.

## En la cultura popular
Miguel Ríos interpretó el tema en su disco en directo Rock & Ríos de 1982.
La banda Los Suaves incluyó en su álbum en directo ¿Hay alguien ahí? una interpretación del tema.
En 2008 el Gobierno de Navarra lanzó la campaña “Navarra, Maneras de Vivir” para promocionar el turismo en esta comunidad. La canción, además de dar nombre a la campaña, sonaba en todos los spots de televisión.
Existen un grupo-tributo a Leño y una página web de actualidad rockera que llevan por nombre “Maneras de Vivir”.
En 2013 se publica el libro biográfico “Maneras de vivir. Leño y el origen del rock urbano” de Kike Turrón y Kike Babas.
En 2015 la banda de rock M Clan realiza una versión más actualizada que la marca de cervezas Mahou utiliza en su nuevo spot de televisión celebrando su 125 aniversario.
La serie española de ciencia ficción El Ministerio del Tiempo hace referencia en diversas ocasiones a la canción. En la primera temporada, donde los protagonistas se encuentran con don Félix Lope de Vega, Julián (interpretado por Rodolfo Sancho), le recita al "Fenix de los Ingenios" una estrofa: "No sé si estoy en lo cierto, lo cierto es que estoy aquí. Otros por menos han muerto... Maneras de vivir". En otro episodio, también involucrando al personaje de Rodolfo Sancho, asisten a un concierto de la banda donde suena "Maneras de vivir".